# Fédry
Fédry település Franciaországban, Haute-Saône megyében. Lakosainak száma 94 fő (2022. január 1.). Fédry Chantes, Grandecourt, Rupt-sur-Saône, Soing-Cubry-Charentenay, Vanne és Vy-lès-Rupt községekkel határos.

## Népesség
A település népességének változása:
| Lakosok száma | 100  | 96   | 99   | 97   | 97   | 98   | 96   | 95   | 94   |
|               | 2013 | 2015 | 2016 | 2017 | 2018 | 2019 | 2020 | 2021 | 2022 |